# Théorème de Kantorovitch
Ne doit pas être confondu avec Inégalité de Kantorovitch.
Le théorème de Kantorovitch, ou théorème de Newton-Kantorovitch, concerne la convergence de la méthode de Newton dans des espaces de Banach. Il a été énoncé pour la première fois par Leonid Kantorovich en 1948,.
La méthode de Newton permet de construire une suite de points qui, sous certaines conditions, converge vers une solution {\displaystyle x} d'une équation {\displaystyle F(x)=0}, où {\displaystyle F} est une fonction entre deux espaces de Banach. Le théorème de Kantorovitch donne des conditions qui, si elles sont satisfaites, permettent d'affirmer qu'une solution à l'équation {\displaystyle F(x)=0} existe, et que la suite de la méthode de Newton converge vers cette solution. De plus, il permet de quantifier la vitesse de convergence de la suite.

## Hypothèses
On considère {\displaystyle \mathbb {R} ^{n}} comme espace vectoriel normé, muni de la topologie issue d'une norme {\displaystyle \|\cdot \|} (par example la norme euclidienne {\displaystyle \|(x_{1},\dots ,x_{n})\|_{2}={\sqrt {x_{1}^{2}+\dots +x_{n}^{2}}}}). Soit {\displaystyle X\subset \mathbb {R} ^{n}} un ouvert pour cette topologie et {\displaystyle F:X\subset \mathbb {R} ^{n}\to \mathbb {R} ^{n}} une fonction différentiable, dont la jacobienne {\displaystyle F^{\prime }(\mathbf {x} )} est localement lipschitzienne. (Cela est vérifié, par exemple, si {\displaystyle F} est deux fois dérivable.) Formellement, on suppose que pour tout {\displaystyle x\in X}, il existe un ouvert {\displaystyle U\subset X} tel que {\displaystyle x\in U}, et il existe une constante {\displaystyle L>0}, tels que, pour tout couple {\displaystyle \mathbf {x} ,\mathbf {y} \in U}, on a 
{\displaystyle \|F'(\mathbf {x} )-F'(\mathbf {y} )\|\leq L\;\|\mathbf {x} -\mathbf {y} \|.}
La norme à sur {\displaystyle F^{\prime }(\mathbf {x} )-F^{\prime }(\mathbf {y} )} est la norme d'opérateur. En d’autres termes, il suffit de vérifier que, pour tout vecteur {\displaystyle \mathbf {v} \in \mathbb {R} ^{n}}, on a
{\displaystyle \|F'(\mathbf {x} )(\mathbf {v} )-F'(\mathbf {y} )(\mathbf {v} )\|\leq L\;\|\mathbf {x} -\mathbf {y} \|\,\|\mathbf {v} \|.}
Soit {\displaystyle \mathbf {x} _{0}\in X}, un point initial quelconque (que l'utilisateur pourra choisir judicieusement). Supposons que {\displaystyle F'(\mathbf {x} _{0})} est inversible et considérons le pas de Newton {\displaystyle \mathbf {h} _{0}=-F'(\mathbf {x} _{0})^{-1}F(\mathbf {x} _{0}).}
On suppose que la boule {\displaystyle B(\mathbf {x} _{1},\|\mathbf {h} _{0}\|)} est contenue dans l'ensemble {\displaystyle X}. Soit {\displaystyle M} la constante de Lipschitz pour {\displaystyle F'} sur cette boule. On considère alors les suites {\displaystyle (\mathbf {x} _{k})_{k\in \mathbb {N} }}, {\displaystyle (\mathbf {h} _{k})_{k\in \mathbb {N} }}, {\displaystyle (\alpha _{k})_{k\in \mathbb {N} }} telles que
{\displaystyle {\begin{alignedat}{2}\mathbf {h} _{k}&=-F'(\mathbf {x} _{k})^{-1}F(\mathbf {x} _{k})\\[0.4em]\alpha _{k}&=M\,\|F'(\mathbf {x} _{k})^{-1}\|\,\|\mathbf {h} _{k}\|\\[0.4em]\mathbf {x} _{k+1}&=\mathbf {x} _{k}+\mathbf {h} _{k}.\end{alignedat}}}

## Théorème de Kantorovich
Si {\displaystyle \alpha _{0}\leq {\tfrac {1}{2}}}, alors on a les propriétés suivantes.
1. Il existe une unique solution {\displaystyle \mathbf {x} ^{*}} à l'équation {\displaystyle F(\mathbf {x} ^{*})=0} à l'intérieur de la boule fermée {\displaystyle {\bar {B}}(\mathbf {x} _{1},\|\mathbf {h} _{0}\|)}.
2. Les itérés de Newton {\displaystyle (\mathbf {x} _{k})_{k}} convergent vers {\displaystyle \mathbf {x} ^{*}}, et la convergence est linéaire.

La quantité {\displaystyle \alpha _{0}=M\|F'(\mathbf {x} _{0})^{-1}||\;\|F'(\mathbf {x} _{0})^{-1}F(\mathbf {x} _{0})\|} mesure donc la régularité du problème. Plus {\displaystyle \alpha _{0}} est petit, plus le problème est régulier. Le point {\displaystyle \mathbf {x} _{0}}, laissé à la liberté de l'utilisateur, sert d'approximation à {\displaystyle \mathbf {x} ^{*}}, et doit donc être choisi de sorte à minimiser autant que possible à la fois la norme d'opérateur {\displaystyle \|F'(\mathbf {x} _{0})^{-1}||}, et l'erreur initiale {\displaystyle \|F'(\mathbf {x} _{0})^{-1}F(\mathbf {x} _{0})\|} qui mesure à quel point {\displaystyle F(\mathbf {x} _{0})} est loin de zéro.
Il est possible de caractériser plus précisément la vitesse de convergence de la suite {\displaystyle (\mathbf {x} _{k})_{k}}. Soient {\textstyle t^{\ast }={\frac {2\|\mathbf {h} _{0}\|}{1+{\sqrt {1-2\alpha _{0}}}}}} et {\textstyle t^{**}={\frac {2\|\mathbf {h} _{0}\|}{1-{\sqrt {1-2\alpha _{0}}}}}}, les racines du polynôme de degré 2 en {\displaystyle t}
{\displaystyle p(t)=\left({\tfrac {1}{2}}L\|F'(\mathbf {x} _{0})^{-1}\|^{-1}\right)t^{2}-t+\|\mathbf {h} _{0}\|}.
On peut remarque que  {\displaystyle 0\leq t^{\ast }\leq t^{**}}, de sorte que le quotient {\displaystyle \theta ={\frac {t^{*}}{t^{**}}}={\frac {1-{\sqrt {1-2\alpha _{0}}}}{1+{\sqrt {1-2\alpha _{0}}}}}} est strictement inférieur à 1.
Sous les mêmes hypothèses que précédemment, on a alors les propriétés suivantes.
1. Une solution {\displaystyle \mathbf {x} ^{*}} à l'équation {\displaystyle F(\mathbf {x} ^{*})=0} existe à l'intérieur de la boule fermée {\displaystyle {\bar {B}}(\mathbf {x} _{1},\theta \|\mathbf {h} _{0}\|)\subset {\bar {B}}(\mathbf {x} _{0},t^{*})}.
2. Cette solution est unique à l'intérieur de la boule {\displaystyle B(\mathbf {x} _{0},t^{*\ast })}.
3. La vitesse de convergence vers {\displaystyle \mathbf {x} ^{*}} est dominée par la vitesse de convergence des itérés de Newton du polynôme {\displaystyle p(t)} vers {\displaystyle t^{\ast }}[3]. En effet, soient {\displaystyle t_{0}=0} et {\displaystyle t_{k+1}=t_{k}-{\tfrac {p(t_{k})}{p'(t_{k})}}}, alors on a que
{\displaystyle \|\mathbf {x} _{k+p}-\mathbf {x} _{k}\|\leq t_{k+p}-t_{k}.}
4. La vitesse de convergence est alors quadratique. Plus précisément, l'erreur est bornée par [4]
{\displaystyle \|\mathbf {x} _{n+1}-\mathbf {x} ^{*}\|\leq \theta ^{2^{n}}\|\mathbf {x} _{n+1}-\mathbf {x} _{n}\|\leq {\frac {\theta ^{2^{n}}}{2^{n}}}\|\mathbf {h} _{0}\|.}

## Corollaires
En 1986, Yamamoto a prouvé que les évaluations d'erreur de la méthode de Newton proposées par Doring (1969), Ostrowski (1971, 1973),, Gragg-Tapia (1974), Potra-Ptak (1980), Miel (1981), Potra (1984), peuvent être déduites du théorème de Kantorovich.

## Généralisations
Le théorème de Kantorovich se généralise directement au cas où {\displaystyle F:X\to Y}, où {\displaystyle X} et {\displaystyle Y} sont des espaces de Banach quelconque.
Il existe également un q -analogue pour le théorème de Kantorovitch,. Pour d'autres généralisations/variations, voir Ortega et Rheinboldt (1970).

## Applications
Oishi et Tanabe ont affirmé que le théorème de Kantorovitch peut être appliqué pour obtenir des solutions fiables de programmation linéaire.

## Lectures complémentaires
- (en) John H. Hubbard et Barbara Burke Hubbard, Vector Calculus, Linear Algebra, and Differential Forms: A Unified Approach, Matrix Editions (ISBN 9780971576681, lire en ligne), chap. 2.8 (« Newton's method »)